# Godwin de Randerath
Godwin de Randerath était un pasteur néerlandais de confession catholique romaine. Il fut élu évêque d'Utrecht par les chapitres en 1249. Cependant, le pape Innocent IV a nommé Henri de Vianden et Godwin a ensuite pris sa retraite en 1250.
En raison d'une erreur de l'historien médiéval Johannes de Beka (nl), il fut longtemps connu sous le nom de Godwin d'Amstel. Il était considéré comme l'oncle ou le neveu de Gilbert d'Amstel (nl), le complice du meurtre de Florent V de Hollande. Sous ce nom d'emprunt, il apparaît dans Gijsbrecht van Aemstel de Vondel, une pièce qui se déroule en 1304.